# 天宗社会福祉専門学校
天宗社会福祉専門学校（てんしゅうしゃかいふくしせんもんがっこう）は、社会福祉法人天宗社会福祉事業会が運営する大阪市平野区にある専修学校。

## 沿革
- 1977年 開校
- 1998年 共学化
- 2008年3月 閉校

## 学科
- 保育・社会福祉主事科
- 介護福祉科

## 所在地
- 〒547-0025 大阪市平野区瓜破西2-10-30